# Edward Selzer
Edward Selzer   (Nova York, 12 de gener de 1893 - Los Angeles, 22 de febrer de 1970) va ser un productor i publicista de cinema nord-americà que va exercir com a cap de Warner Bros. Cartoons des de 1944 fins a 1958. Va servir a la Marina dels Estats Units i va lluitar com a boxejador dels Guants d'Or. Va guanyar una exhibició de boxa per a la Marina i va ser guardonat amb un passi de cap de setmana. Mentre estava de permís va conèixer una noia del cor de Nova York anomenada Laura Cohn; més tard es va casar amb Laura el 1927 i es va traslladar a Los Angeles on van tenir dos fills; Phyllis i Robert.

## Biografia
El 1930, Lewis Warner va convèncer Selzer perquè s'unís a Warner Bros. per treballar en la sèrie "Believe it or Not" de Robert Ripley i per iniciar una unitat d'animació. A causa de la Gran Depressió, no va tenir més remei que acceptar la feina. També va fer una gira per tot el món amb Ripley a Believe it or Not. A finals de 1933 va ser nomenat Director de Publicitat a Warners i, de 1937 a 1944, va exercir com a cap dels departaments de tràilers i títols.
Després que l'estudio d'animació de Warner Brothers fóra comprat a Leon Schlesinger el 1944, Jack L. Warner va assignar a Selzer el cap de l'estudi. El seu primer dibuix animat va ser Goldilocks and the Jivin' Bears.
Selzer va ser assignat com a cap del mateix en Termite Terrace per Jack Warner. La informació sobre la personalitat i actitud de Selzer en els negocis prové de l'autobiografia de Chuck Jones, Chuck Amuck: The Life and Times of an Animated Cartoonist. En ella, Jones descriu Selzer com una persona avorrida que no tenia sentiment o afecte vers els dibuixos animats.
Malgrat la seva indiferència cap a l'animació, Selzer va participar en diversos conflictes amb animadors i escriptors. Un incident revela que Friz Freleng gairebé renuncia després d'una discussió amb Selzer, que pensava que no era bona idea unir als personatges del gat Silvestre i Tweety Bird. La situació va empitjorar quan Freleng va deixar el seu llapis sobre l'escriptori de Selzer, dient que si sabia tant sobre animació hauria de fer ell el treball. Selzer es va disculpar l'endemà, una decisió encertada: Warner Bros. no va perdre el talent de Freleng, i Tweetie Pie, el primer dibuix animat on Silvestre i Tweety participaven junts, va guanyar l'Oscar al millor curtmetratge animat de 1947, esdevenint una de les parelles més reeixides de la història del cinema.
Acceptant el premi Short Subject (dibuixos animats) per a Tweetie Pie de Shirley Temple a la 20a cerimònia dels Premis de l'Acadèmia el 20 de març de 1948, Selzer va dir:
| «                | En acceptar aquest premi, estic naturalment emocionat, però l'accepto per a tot el Warner Bros. Cartoon Studio. Us pot interessar saber que en la producció d'aquest Tweetie Pie, el 85 per cent del nostre personal era directament relacionat amb la construcció. Tanmateix, l'únic home que realment hauria de se aquí per a rebre aquest premi i no jo, és el director de del film, Friz Freleng, que és entre el públic. No puc fer-li un homenatge massa gran. Gràcies. | » |
| — Edward Selzer, | |   |

En un incident similar, Selzer va prohibir a Robert Mckimson produir algun dibuix animat protagonitzat pel Dimoni de Tazmania, ja que el trobava un personatge massa grotesc com per ser un personatge recurrent. Selzer va canviar d'opinió quan Jack Warner li va demostrar que Taz era un èxit entre l'audiència.
Malgrat tot, Jones aprecià les interferències de Selzer, ja que li va donar a l'equip creatiu una cosa contra què lluitar. Per exemple, va ser la seua frase "els camells no són graciosos" el que va inspirar a Friz Freleng a fer Sahara Hare, un dibuix animat on la majoria de la comèdia sorgeix de Yosemite Sam tractant de controlar el seu camell. De la mateixa manera, Chuck Jones i Michael Maltese van crear Bully for Bugs com a resposta a la declaració de Selzer sobre les curses de toros.
L'únic orgull que Eddie Selzer va obtenir del seu rol com a productor va ser la fama que li va proporcionar la seua associació als personatges de Looney Tunes. Encara que va declarar que no hi havia res de divertit en una mofeta que parlés francès, va acceptar l'Oscar al millor curtmetratge animat de 1949 - per For Scent-imental Reasons, dibuix animat de Pepé Le Pew.
Potser la frase que més representa Selzer va ser la seva reacció als riures d'un grup d'animadors que guaitaven un storyboard. Va entrar a l'estudi i va dir «Què dimonis han de veure totes aquest rialles amb fer dibuixos animats?»
Eddie Selzer va morir el 1970 a l'edat de 77 anys. Després de la seva mort, les cinc estatuetes que va guanyar en els premis Oscar van ser distribuïdes entre la gent que el va ajudar; per exemple, el premi de 1957 per Birds Anonymous, va ser lliurat a l'artista Mel Blanc.